# 辛比爾斯克省
辛比爾斯克省（Симбирская губерния）是俄羅斯帝國和蘇聯早期的一個省。包括今日烏里揚諾夫斯克州和薩馬拉州伏爾加河以西的部分、莫爾多瓦共和國東部和楚瓦什共和國的南部。面積49,493平方公里，1897年人口1,527,848人。首府辛比爾斯克。
1796年建省，1928年被併入中伏爾加區。